# Nybrovikens skridskobana

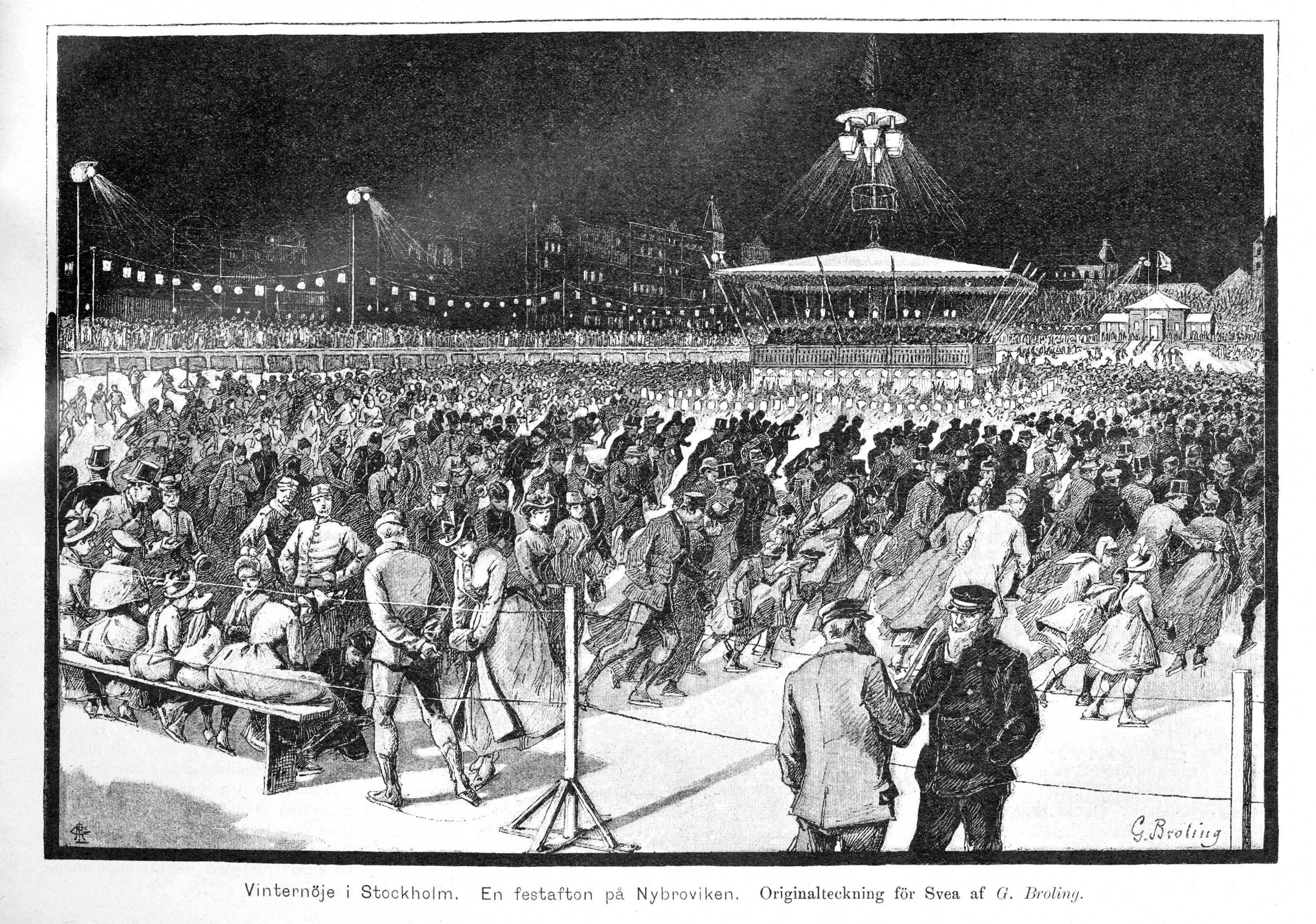
Nybrovikens skridskobana 1891.

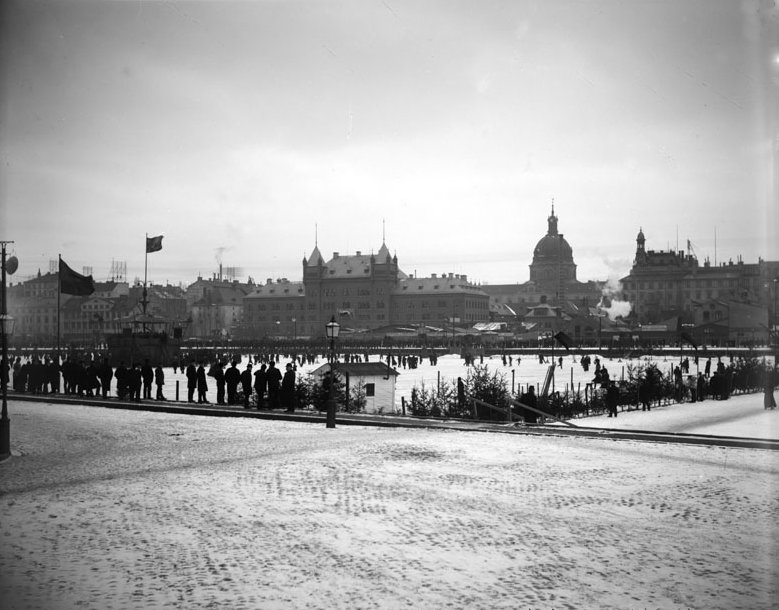
Skridskobanan vid Nybroviken 1896, Norra Blasieholmshamnen. I bakgrunden Hedvig Eleonora kyrka

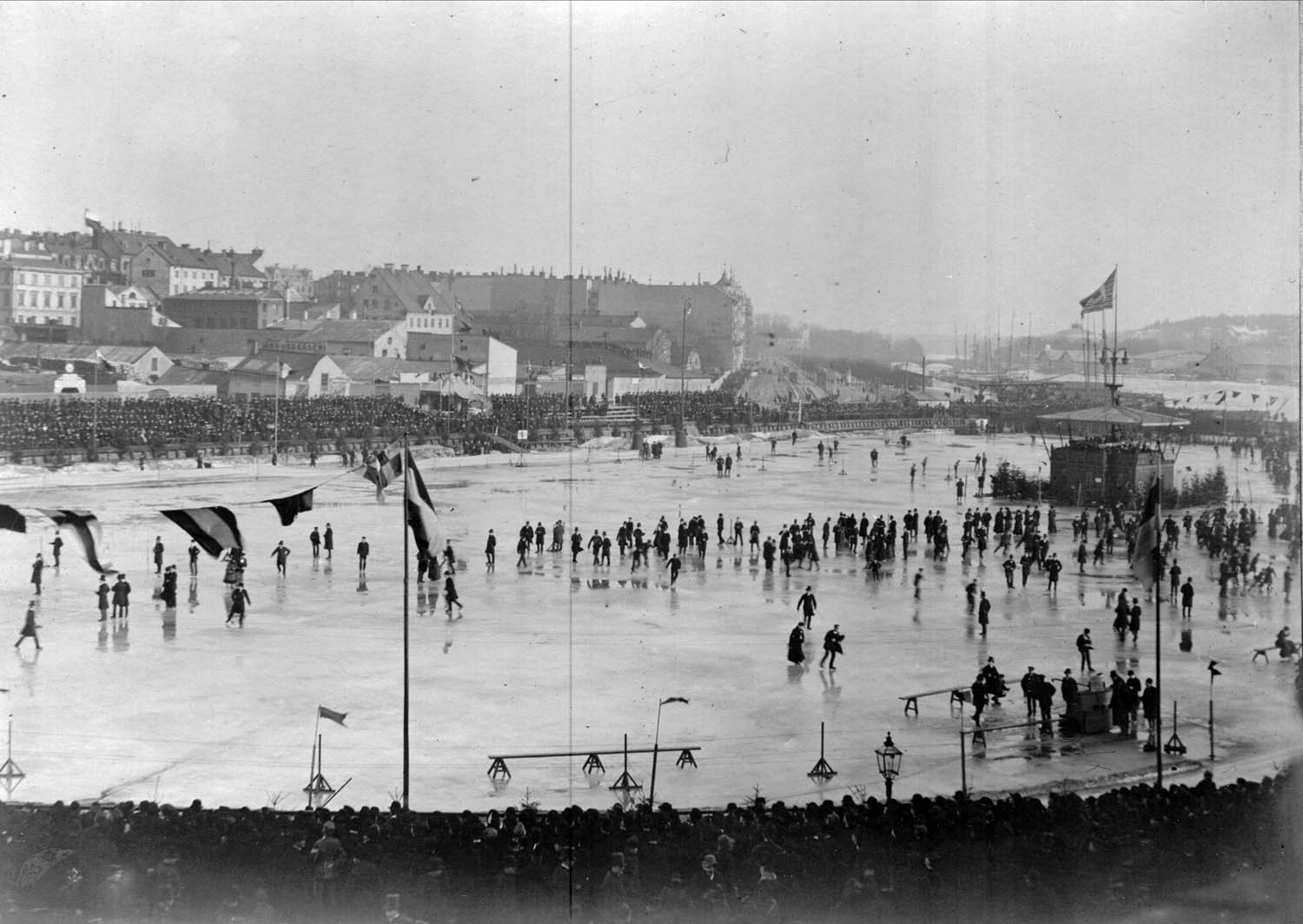
Utsikt från Blasieholmen

Nybrovikens skridskobana var under drygt 20 år omkring sekelskiftet 1900 en samlingspunkt för skridskosporten i Stockholm. Skridskobanan skapades på initiativ av Stockholms Roddförening, där idrottsledaren Viktor Balck var ordförande och en drivande kraft. I april 1883 bildades Stockholms allmänna skridskoklubb, som hade som uppgift att anlägga en allmän skridskobana på Nybroviken. Verksamheten inleddes den 17 januari 1884 och pågick till och med vintern 1904/1905.
Skridskosporten kunde även utövas på flera andra isar i centrala Stockholm, bland annat på Djurgårdsbrunnsviken och Riddarfjärden, men skridskobanan på Nybroviken hade en speciell roll som mötesplats för olika samhällsgrupper. I boken Nya Stockholm skildrar Claës Lundin folklivet på och intill skridskobanan: "Så snart isen på Nybroviken är någorlunda pålitlig, ser man hvarje middag hela skaror af herrar och damer under trettio år och äfven öfver med lätta steg skynda ned åt viken, och skridskorna skramla så muntert under muffen och bredvid öfverrocksfickan."
Runt omkring skridskobanan, som delvis var belyst, uppfördes åskådarplatser och mitt på viken byggdes en musikpaviljon "...hvarifrån en af lifgardenas musikkårer låter höra sig".
I boken Hela Stockholm (1912) skriver författaren Beyron Carlsson att Nybroviken var en "...idealisk plats för en skridskobana, skyddad for blåst och omramad af långsträckta kajer, där åskådartribuner restes vid de stora uppvisningarna. Det var en nordisk motsvarighet till kontinentens ispalats och det suckades mycket den gången hamnkapten schasade bort skridskoåkarna under uppgift att kajerna behöfdes för sjötrafiken".
Skridskobanan på Nybroviken var både en samlingsplats för den skridskoåkande stockholmska allmänheten och för olika tävlingsarrangemang med hastighetsåkning och figuråkning. År 1887 planerades de första internationella tävlingarna, men eftersom det saknades utländska deltagare blev det istället ett svenskt mästerskap. Den 24 februari 1889 deltog dock både norrmän och finländare i tävlingarna. Skridskobanan användes också vid Nordiska spelen 1901, bland annat för bandy.
Skridskobanan och dess dragningskraft som vintercentrum i den sena 1800-talets Stockholm besjungs av Povel Ramel i sången Titta det snöar som inleds med tidsreferensen När farmor åkte skridsko uppå Nybrovikens is.